# Pomarańczowa rewolucja
Pomarańczowa rewolucja (ukr. Помаранчева революція) – seria protestów i wydarzeń politycznych na Ukrainie spowodowanych sfałszowaniem wyborów prezydenckich w 2004 roku przez ówczesny obóz władzy reprezentowany przez kandydata na prezydenta, ówczesnego premiera – Wiktora Janukowycza – kandydata prorosyjskiej Partii Regionów. Głównym kontrkandydatem Wiktora Janukowycza w wyborach był Wiktor Juszczenko z opozycyjnego Bloku Nasza Ukraina. Pomarańczowa rewolucja obejmowała okres od 22 listopada tegoż roku do 23 stycznia 2005 roku.
Nazwa protestów pochodzi od koloru pomarańczowego, który był symbolem sztabu wyborczego Wiktora Juszczenki.

## Ukraina przed wyborami prezydenckimi w 2004 roku
Od chwili uzyskania niepodległości Ukraina była postrzegana jako kraj przechodzący z reżimu totalitarnego do ustroju demokratycznego. Rada Najwyższa Ukraińskiej Socjalistycznej Republiki Radzieckiej ogłosiła niepodległość 24 sierpnia 1991 roku. Pierwszym prezydentem kraju został postkomunistyczny polityk Łeonid Krawczuk. W wyniku braku reform gospodarczych i nieudolności prezydenta, Ukraina znalazła się w recesji gospodarczej. W latach 1993–1995 Ukraina doznała jednego z największych spadków produktu krajowego brutto na świecie (-14,2% w 1993, -22,9% w 1994, -12,2% w 1995 roku) oraz zaczęła borykać się z hiperinflacją. Chaos w gospodarce wykorzystała poradziecka nomenklatura, przejmując kontrolę nad najważniejszymi państwowymi przedsiębiorstwami. Sytuację gospodarczą na Ukrainie ustabilizowali nowy prezydent Ukrainy Łeonid Kuczma (wybrany w 1994 roku) oraz szef Banku Centralnego Wiktor Juszczenko.
Krytyczni wobec Kuczmy politolodzy nazywali system polityczny Ukrainy jako hybrydę ustroju demokratycznego z autorytarnym. Zdaniem ukraińskich politologów, wszystkie problemy polityczne wynikały z istnienia spuścizny po instytucjach radzieckich, stosowania praktyk wykorzystywanych w Związku Radzieckim oraz braku konsekwentnego wdrażania reform w niepodległej Ukrainie. Łeonid Kuczma nie odebrał nowo powstałej oligarchii kontroli nad państwem. 28 czerwca 1996 roku uchwalono konstytucję. Brak wyznaczenia granic między uprawnieniami prezydenta i rządu doprowadził do wielokrotnych sporów politycznych. W 1999 roku wybory prezydenckie ponownie wygrał Łeonid Kuczma. W 2000 roku Łeonid Kuczma zorganizował referendum, które miało rozszerzyć kompetencje prezydenckie. Idea referendum została skrytykowana przez Radę Najwyższą Ukrainy i podmioty międzynarodowe. Referendum odbyło się z licznymi przypadkami łamania prawa. Pomimo opowiedzenia się obywateli za propozycjami prezydenta, referendum okazało się niewiążące jako niezgodne z konstytucją. Przed upłynięciem drugiej kadencji Łeonid Kuczma zaproponował ograniczenie władzy głowy państwa na rzecz rządu. Propozycja ta wynikała z dążeń Kuczmy do objęcia stanowiska premiera. Zmiany w konstytucji, ograniczające uprawnienia prezydenta, wprowadzono 8 grudnia 2004 roku. Rządy Kuczmy osłabiło mocno zamordowanie dziennikarza Heorhija Gongadzego. W wyniku skandalu kasetowego oskarżono Kuczmę o zlecenie morderstwa, a krajem wstrząsnęła fala protestów pod hasłem „Ukraina bez Kuczmy”.

## Wybory prezydenckie w 2004 roku

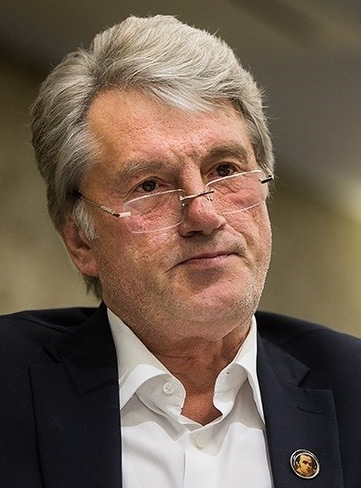
Wiktor Juszczenko, kandydat tzw. pomarańczowej koalicji, gromadzącej opozycję wobec Wiktora Janukowycza i Partii Regionów

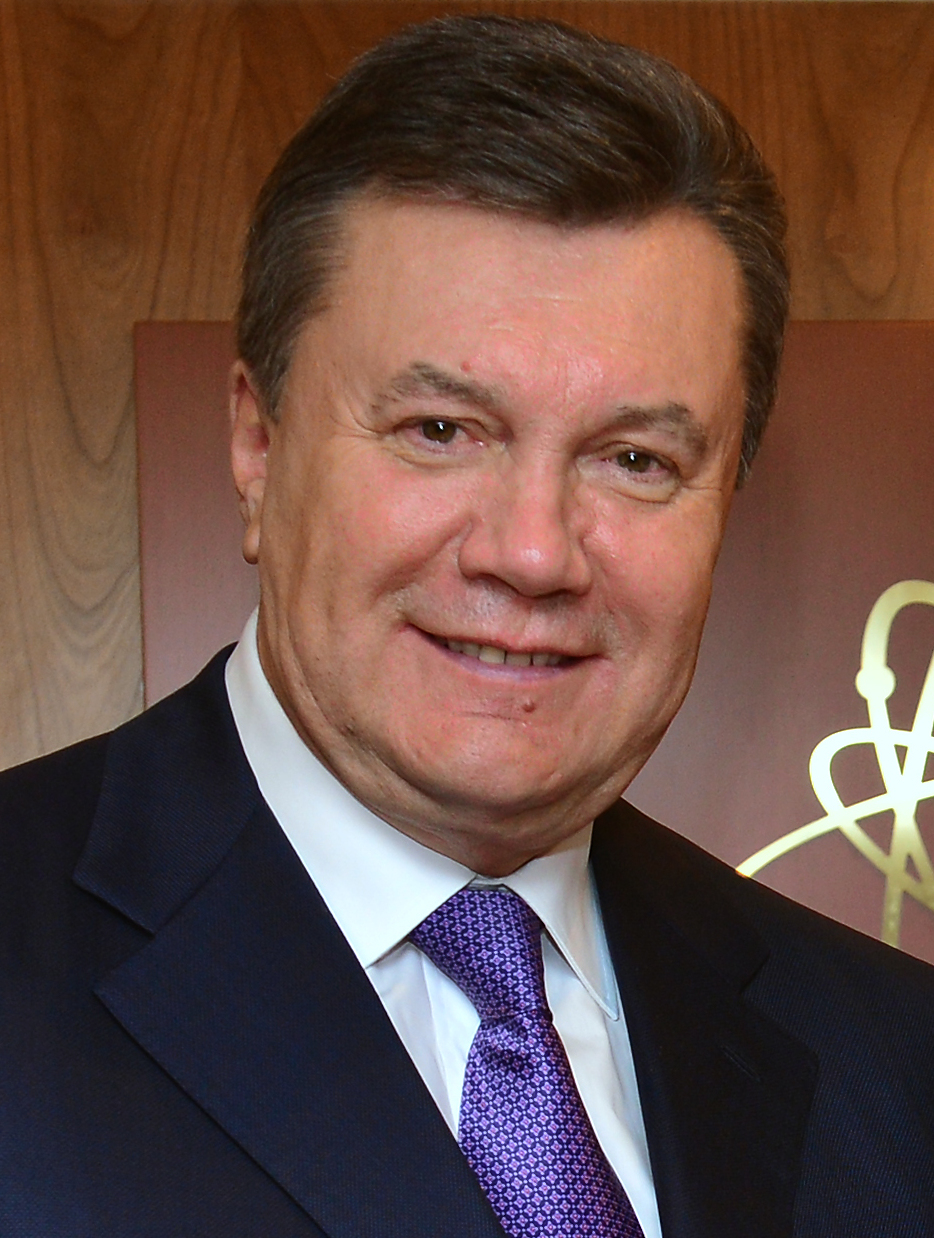
Wiktor Janukowycz, kandydat Partii Regionów, oficjalnie popierany przez ustępującego prezydenta Ukrainy Łeonida Kuczmę

31 października 2004 roku odbyła się pierwsza tura wyborów prezydenckich na Ukrainie. Zdaniem obserwatorów zachodnich, wybory nie zostały przeprowadzone w sposób prawidłowy. Nieprawidłowości przy wyborach oraz zwlekanie z ogłoszeniem oficjalnych wyników wyborów doprowadziły do pierwszych protestów. Wyniki ogłoszono 9 listopada. Zgodnie z danymi, pierwszą turę wygrał lider opozycji i przedstawiciel tzw. pomarańczowej koalicji Wiktor Juszczenko (39,87% głosów). Wiktor Juszczenko zmierzył się w drugiej turze z reprezentantem Partii Regionów Wiktorem Janukowyczem, który zdobył 39,32% głosów.
Wiktor Juszczenko w latach 1999–2001 był premierem Ukrainy, jednak w wyniku wejścia w konflikt z sektorem przemysłu ciężkiego na wschodniej Ukrainie został odwołany ze stanowiska, wbrew dużej popularności w społeczeństwie. Po szykanach ze strony współpracowników Kuczmy współtworzył Blok Nasza Ukraina. Na początku września 2004 roku próbowano otruć Wiktora Juszczenkę dioksynami. O zamach oskarża się szefa Administracji Prezydenta Wiktora Medwedczuka lub osoby z jego otoczenia. W czasie trwania kampanii wyborczej współpracował z Julią Tymoszenko, bizneswoman związanej z przemysłem paliwowym, byłą szefową korporacji Zjednoczone Surowce Energetyczne Ukrainy. Wiktor Janukowycz od 2002 roku był premierem Ukrainy. Przed objęciem urzędu nie mówił po ukraińsku. Podzielał poglądy Kuczmy, by utrzymać bliskie relacje z Rosją.
Wiktor Juszczenko był faworytem Zachodu. Media zachodnie przedstawiały kandydata opozycji w bardzo korzystnym świetle, jako polityka zdolnego przyłączyć Ukrainę do NATO i Unii Europejskiej. Rosja oficjalnie popierała Wiktora Janukowycza, więc poleciła jego sztabowi wyborczemu prowadzenie kampanii wyborczej na wzór rosyjski, wykorzystanie mediów w celu zdyskredytowania Wiktora Juszczenki i pokazania własnego kandydata w lepszym świetle, a także zastosowanie technik fałszowania głosów. Zachodnie media donosiły, że Rosja przeznaczyła 600 milionów dolarów na kampanię wyborczą Wiktora Janukowycza, jednak kwota ta jest uważana obecnie za zbyt dużą. Ponadto Rosja obniżyła Ukrainie dług za gaz z 2,2 mld dolarów do 1,4 mld dolarów. Krótko przed pierwszą turą głosowania Ukrainę odwiedził Władimir Putin.
21 listopada 2004 roku odbyła się druga tura wyborów prezydenckich. Według wyników sondażowych wybory wygrał Wiktor Juszczenko, zdobywając 52% głosów. Centralna Komisja Wyborcza podała, że wybory wygrał Wiktor Janukowycz, mający przewagę 2,5% głosów. Zmanipulowano również frekwencję wyborczą. Organizacje pozarządowe oskarżały przedstawicieli Partii Regionów o fałszerstwa wyborcze, w tym wielokrotne głosowanie. Według danych Komitetu Wyborców Ukrainy zostało sfałszowanych 2,8 mln głosów. Podczas protestów Władimir Putin pogratulował Wiktorowi Janukowyczowi zwycięstwa w drugiej turze wyborów.

## Przebieg pomarańczowej rewolucji

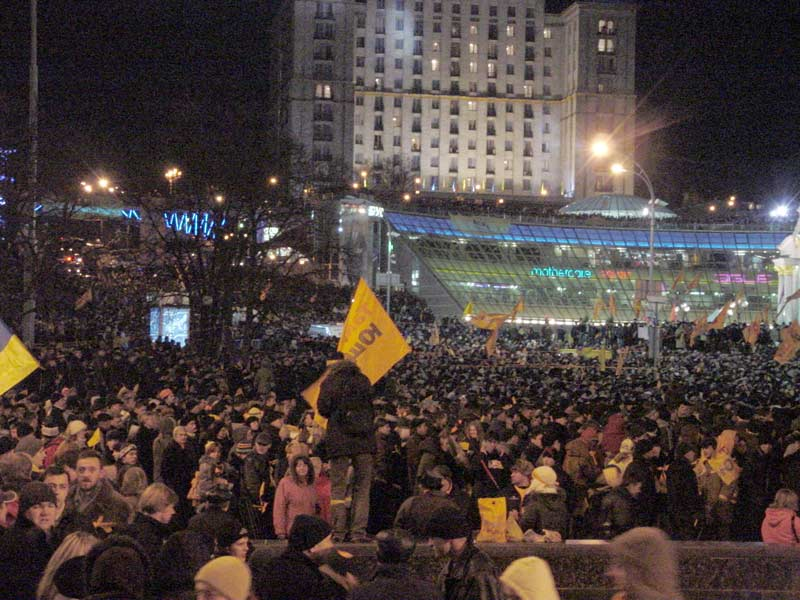
Protesty w Kijowie, 22 listopada 2004

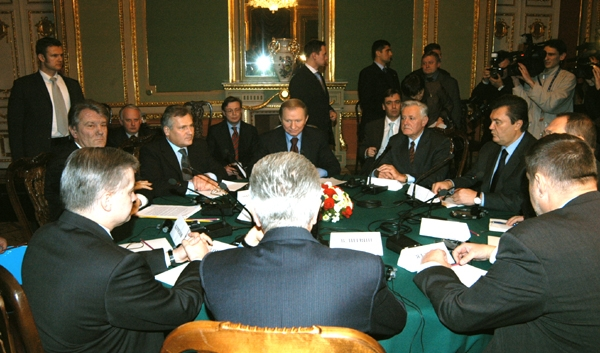
Obrady okrągłego stołu, 1 grudnia 2004. Przy stole siedzą (od lewej):
Wiktor Juszczenko, kandydat na prezydenta Ukrainy;
Aleksander Kwaśniewski, prezydent Polski;
Leonid Kuczma, odchodzący prezydent Ukrainy;
Valdas Adamkus, prezydent Litwy;
Wiktor Janukowycz, premier i prezydent elekt Ukrainy;
Javier Solana, wysoki przedstawiciel UE;
Ján Kubiš, sekretarz generalny OBWE (od tyłu);
Boris Gryzłow, przewodniczący Dumy Państwowej Federacji Rosyjskiej (od tyłu);
Wołodymyr Łytwyn, przewodniczący Rady Najwyższej Ukrainy (od tyłu).

Protesty rozpoczęły się jeszcze przed ogłoszeniem wstępnych wyników drugiej tury wyborów prezydenckich. Opozycja planowała zorganizować wiec powyborczy na Majdanie, jednak ze względu przebieg wydarzeń, sztab wyborczy Wiktora Juszczenki wieczorem 21 listopada zorganizował protest przeciwko sfałszowaniu wyborów. Na placu wzniesiono 25 namiotów, po jednym dla każdego regionu. Sztab wyborczy Wiktora Juszczenki spodziewał się, że pojawi się 40 tys. protestujących (tyle samo, ile przybyło na wiec poparcia dla Wiktora Juszczenki 16 października). 22 listopada w Kijowie zebrało się ok. 200 tys. osób domagających się powtórzenia głosowania. 26 listopada w Kijowie protestowało ok. 500 tys. osób. Zgodnie z groźbą Tymoszenko, urzędnicy nie mogli podjąć pracy. Tymoszenko ponadto utworzyła Komitet Ocalenia Narodowego Jednocześnie sztab Juszczenki głosił, że ze wschodnich obwodów do Kijowa miało przybyć ok. 27 tys. dobrze zorganizowanych zwolenników Wiktora Janukowycza. Plotka okazała się przesadzona, a do stolicy przybyło znacznie mniej osób ze wschodniej Ukrainy.
We Lwowie i Tarnopolu ogłosiły, że za prezydenta Ukrainy uważają Juszczenkę. Podobne stanowisko wyraził (po wahaniach) mer Kijowa Ołeksandr Omelczenko. Dzięki decyzji Omelczenki demonstranci w Kijowie otrzymali pomoc służb miejskich i życzliwą neutralność kijowskiej milicji. W obwodach wschodnich i południowych domagano się natychmiastowego uznania oficjalnych wyników wyborów. W obwodach ługańskich i donieckich (w 2003 roku odpowiedzialnej za 35% produkcji przemysłowej Ukrainy) argumentowano, że muszą utrzymywać rozpolitykowane i uboższe obwody zachodnie, odpowiedzialne za 8% krajowej produkcji przemysłowej (2003). W Charkowie gubernator Jewhen Kusznariow (na polecenie Rady Obwodowej) zaczął tworzyć Południowo-Wschodnią Republikę Autonomiczną. W Doniecku poparto pomysł tamtejszego biznesmena Borysa Koleśnikowa powołania państwa federacyjnego i przeniesienia stolicy do Charkowa. Politycy z Autonomicznej Republiki Krymu zaczęli głosić konieczność odłączenia się Półwyspu Krymskiego od Ukrainy.
Stany Zjednoczone skrytykowały rażące naruszenia procesu wyborczego. Wśród państw Unii Europejskiej fałszerstwo wyborcze krytykowały w szczególności Polska i Litwa, a także Czechy, Estonia, Łotwa, Rumunia, Słowacja, Szwecja, Węgry i Wielka Brytania. Największe zaangażowanie w uspokojeniu sytuacji na Ukrainie miała Polska. Na prośbę Łeonida Kuczmy, rolę mediatorów między opozycją a władzą sprawowali prezydent Polski Aleksander Kwaśniewski i prezydent Litwy Valdas Adamkus. 26 listopada zorganizowano obrady okrągłego stołu. Wzięli w nich udział: Łeonid Kuczma, Wiktor Janukowycz, Wiktor Juszczenko, szef parlamentu Wołodymyr Łytwyn, Aleksander Kwaśniewski, Valdas Adamkus, przewodniczący Dumy Państwowej Federacji Rosyjskiej Boris Gryzłow oraz sekretarz generalny Organizacji Bezpieczeństwa i Współpracy w Europie Ján Kubiš. Podczas rozmów Kuczma i Janukowycz domagali się powtórzenia całych wyborów, co pozytywnie oceniono w Rosji. Juszczenko optował za powtórzeniem wyłącznie drugiej tury wyborów. W trakcie negocjacji Juszczenko podkreślał, że opinia międzynarodowa jest za nim.
28 listopada zwolennicy Wiktora Janukowycza zagrozili odłączeniem obwodów południowo-wschodnich od Ukrainy. Zdaniem „Financial Times” nie użyto siły przeciwko zwolennikom Wiktora Juszczenki za sprawą protestu Leonida Kuczmy. Wiktor Janukowycz i szef Administracji Prezydenta Wiktor Medwedczuk zalecali krwawe stłumienie protestów, jednak Łeonid Kuczma nie chciał odejść jako prezydent stosujący przemoc wobec opozycji.
2 grudnia Rada Najwyższa Ukrainy wyraziła wotum nieufności dla rządu Wiktora Janukowycza. Premier odmówił podania się do dymisji. Tego samego dnia, po raz drugi odbyły się obrady okrągłego stołu, gdzie zaproponowano powtórzenie drugiej tury wyborów 19 grudnia. W wyniku kolejnego protestu Kuczmy propozycja nie weszła w życie. 3 grudnia unieważniono wyniki drugiej tury wyborów prezydenckich i zarządzono powtórzenie głosowania, zaplanowane na 26 grudnia. 6 grudnia odbyło się trzecie spotkanie okrągłego stołu. Tym razem Kuczma zgodził się na powtórzenie głosowania. Juszczenko domagał się zmiany składu Centralnej Komisji Wyborczej i dymisji Janukowycza. Łeonid Kuczma nie wyraził zgody na dymisję premiera. Kuczma zmienił swoje stanowisko wobec Janukowycza i Centralnej Komisji Wyborczej pod wpływem kolejnych rozmów przy okrągłym stole. W zamian za to zażądał przyjęcia reformy konstytucyjnej, ograniczającej uprawnienia prezydenta. Pomimo wahań, opozycja wyraziła zgodę na zmiany w konstytucji.
8 grudnia 2004 roku Rada Najwyższa Ukrainy przyjęła pakiet ustaw nowelizujących konstytucję oraz zatwierdzającą nowy skład Centralnej Komisji Wyborczej. Podczas przemowy na Placu Niepodległości Wiktor Juszczenko podziękował za zaangażowanie Ukraińców w protesty.
Duży udział w protestach miała młodzież, dorastająca w latach 90. Podczas pomarańczowej rewolucji aktywne były młodzieżowe ruchy polityczne, takie jak Pora, Czysta Ukraina i Znaju. Ruchy te zaczęły powstawać po wyborach parlamentarnych w 2002 roku. Podobnie jak w przypadku serbskiego Otporu i gruzińskiej Kmary zarzucano ukraińskim ruchom młodzieżowym bycie finansowanym przez Zachód.
Obok zaangażowania prezydenta Polski Aleksandra Kwaśniewskiego do Kijowa przybyło wielu polskich polityków i parlamentarzystów wszystkich opcji oraz tysiące wolontariuszy, biorących udział w wiecach zwolenników Wiktora Juszczenki. Duża aktywność Polski w wydarzenia na Ukrainie wiązała się z chęci upodobnienia Ukrainy do Polski, kraju demokratycznego, przynależącego do NATO i Unii Europejskiej.
Dużą rolę podczas protestów miały zespoły muzyczne, integrujące protestującą młodzież. Symbolem protestów stała się piosenka Razom nas bahato, nas ne podołaty zespołu Gryndżoły.

## Ocena wydarzeń i następstwa
20 grudnia 2004 roku odbyła się debata telewizyjna Juszczenko-Janukowycz. Powtórzenie drugiej tury wyborów prezydenckich przeprowadzono 26 grudnia. Wyniki ogłoszono 10 stycznia 2005 roku. Wybory wygrał Wiktor Juszczenko, z wynikiem 51,99% głosów. Janukowycz uzyskał 44,20% głosów. 13 stycznia Parlament Europejski przyjął rezolucję w sprawie sytuacji Ukrainy po wyborach prezydenckich. Rada Europejska i Komisja Europejska zostały zobowiązane do stworzenia „perspektywy europejskiej” dla Ukrainy, zapewniającej możliwość uzyskania pełnego członkostwa w Unii Europejskiej. Uroczyste zaprzysiężenie nowego prezydenta odbyło się 23 stycznia. Złożenie przysięgi prezydenckiej uchodzi za zakończenie pomarańczowej rewolucji.
Pomarańczową rewolucję ocenia się jako wyraz nadziei społecznych na przeprowadzenie zmian politycznych i gospodarczo-społecznych na Ukrainie. Pomimo oczekiwań, po 2004 roku politycy ukraińscy nie odeszli od poradzieckiego modelu regionalno-oligarchicznego. Pomarańczowa rewolucja nie przyczyniła się do wymiany elit politycznych, gdyż jej liderzy sami byli związani z oligarchami. Zdaniem ukraińskiego politologa Heorhija Kasanajowa, pomarańczowa rewolucja nie była rewolucją, a protestem milionerów przeciwko miliarderom. Wiktor Juszczenko i Julia Tymoszenko skonfliktowali się. Podczas kryzysu finansowego z lat 2007–2009 w wyniku konfliktu prezydenta z premier nie obsadzono foteli ministra finansów, obrony i spraw zagranicznych. Dzięki pożyczkom Banku Światowego Ukraina w 2010 roku nie ogłosiła bankructwa. Wybory prezydenckie na Ukrainie w 2010 roku wygrał Wiktor Janukowycz. Podczas pomarańczowej rewolucji wzrosła (na poziomie lokalnym) aktywność obywatelska Ukraińców.
Pomarańczową rewolucję kwalifikuje się jako udaną kolorową rewolucję, gdzie odsunięto od władzy nieliberalnego bądź autorytarnego lidera za pomocą pokojowych i demokratycznych metod. W świecie zachodnim pomarańczowa rewolucja została odebrana jako moment odejścia z kleptokracji na rzecz demokracji. W państwach byłego Związku Radzieckiego (a zwłaszcza w Rosji) argumentowano, że rewolucja była zamachem stanu przeprowadzonym przez Stany Zjednoczone i jej sojuszników. Utrata wpływów na Ukrainie była dla Rosji najdotkliwszą porażką od czasu rozpadu Związku Radzieckiego. Władze rosyjskie zaczęły oskarżać Polskę (uważaną za państwo najbardziej zaangażowane w protesty na Ukrainie) o rzekomą ingerencję na przestrzeń postradziecką. Zmiany na Ukrainie doprowadziły do erozji prestiżu Rosji na terenie Wspólnoty Niepodległych Państw. Ukraiński dziennikarz i publicysta Witalij Portnikow stwierdził, że pomarańczowa rewolucja stanowi wydarzenie, które pogrzebało możliwość odnowy Związku Radzieckiego. Wśród rosyjskich ekspertów dominuje pogląd o udziale Stanów Zjednoczonych i ich sojuszników w pomarańczowej rewolucji. Inne opinie są zdecydowanie rzadsze. Rosyjska politolog Irina Kobrinskaja stwierdziła, że władze rosyjskie w 2004 roku nie wyciągnęły żadnych wniosków po wydarzeniach w Jugosławii w 2000 roku i Gruzji w 2003 roku. Władze Białorusi obawiały się, że kraje zachodnie będą zaangażowane w przeprowadzenie podobnej rewolucji na Białorusi. Po zaprzysiężeniu Wiktor Juszczenko wskazywał na niedostatki demokracji na Białorusi. Wypowiedzi te doprowadziły do pogorszenia relacji między państwami.
21 listopada 2013 roku, w wyniku odłożenia przez Wiktora Janukowycza podpisania umowy stowarzyszeniowej z Unią Europejską, rozpoczęły się protesty na Euromajdanie. Doprowadziły one do odsunięcia od władzy Wiktora Janukowycza.